# 韩晗 (1985年)
韩晗（1985年4月1日—） 男，生于湖北黄石，祖籍北京市。中国大陆人文学者、散文作家，武汉大学国家文化发展研究院副教授、武汉大学景园规划设计研究院副院长。先后毕业于西南民族大学、中国传媒大学，2013年获得武汉大学文学博士学位。

## 生平
2013年韩晗获得武汉大学文学博士学位，并进入中国科学院自然科学史研究所及美国北卡罗来纳大学教堂山分校亚洲学系从事博士后研究工作。

## 争议
2014年9月，韩晗赴美从事合作研究，期间曾多次在微博上高调宣扬“爱国主义”，并在中共文宣系统官方网站“求是网”发表万言长文批评美国的治安、医疗与政治制度等问题，附带评议中国的极端自由主义人士盲目崇拜美国，到了“蒙蔽了自己的双眼，到了罔顾是非的地步”，并为胡锡进、孔庆东、余秋雨等亲共左派人士辩解，期间还引用了刘再复关于中国发展的积极评述。 其时中港矛盾加剧，香港的让爱与和平占领中环（Occupy Central with Love and Peace）民主运动正在发生，韩晗此文有主动向中共主流意识形态表态之嫌，因此受到中国自由主义人士强烈的批评与围攻。
2020年2月，韩晗针对COVID-19疫情当中反映的汉语修辞的审美落差，在澎湃网发表《为什么别人会写“风月同天”，而你只会喊“武汉加油”？》一文 。中共武汉市委党报《长江日报》针对韩晗观点发表批判文章《“相比'风月同天'，我更想听到'武汉加油'》，认为“武汉加油”胜于“风月同天”，并援引阿杜诺名句“奥斯维辛之后，写诗是残忍的”，引起互联网轩然大波，招致媒体一致声讨。韩晗在接受中国新华社采访时表示，这实际上是一个严肃的学术修辞问题，自己的初衷是为了捍卫“母语自信”。